# غوتهارد فيشر
غوتهارد فيشر (بالألمانية: Gotthard Fischer)‏ هو عسكري ألماني، ولد في 10 يناير 1891 في Gołdap ‏ في بولندا، وتوفي في 27 يوليو 1969 في فلنسبورغ في ألمانيا.